# جورج عدوان
جورج عدوان (1947 -)، سياسي ومحامي لبناني ونائب رئيس الهيئة التنفيذية في القوات اللبنانية. حاصل على شهادة الحقوق من جامعة القديس يوسف سنة 1971. أثناء الحرب الأهلية اللبنانية كان منتميًا إلى حزب التنظيم، لكن دوره فيه بقي مثيرًا للجدل بسبب انشقاقه عنه. تعرض إلى محاولة اغتيال سنة 1984. يعتبر من المقربين لستريدا جعجع زوجة سمير التي سيرت القوات أثناء سجنه. انتخب عضوًا في المجلس النيابي نائبًا عن دائرة الشوف في انتخابات عام 2005 و 2009 و2018 و2022.